# Mohamed Elsayed
Mohamed Elsayed, född 22 april 1973, är en egyptisk boxare som tog OS-brons i tungviktsboxning 2004 i Aten. I Abuja 2003 vid de afrikanska mästerskapen All-Africa tog han silver. 